# Prêmio de Engenharia Rainha Elizabeth
O Prêmio de Engenharia Rainha Elizabeth (em inglês:  The Queen Elizabeth Prize for Engineering) é um prêmio de engenharia que irá premiar e celebrar uma pessoa (ou até três) responsável por uma inovação pioneira em engenharia que tenha sido um benefício global para a humanidade.
O primeiro laureado com £ 1 milhão será selecionado por um painel distinto de juízes de todo o mundo. O prêmio será apresentado pela Rainha Elizabeth II do Reino Unido na primavera europeia de 2013.

## História
O prêmio foi oficialmente lançado no reino Unido em novembro de 2011 por um grupo suprapartidário sem precedentes, composto pelo Primeiro-ministro do Reino Unido David Cameron, o vice-primeiro-ministro do Reino Unido Nick Clegg e o lider da oposição Ed Miliband. O prêmio de £ 1 milhão de libras esterlinas será concedido em nome da rainha a uma pessoa ou equipe de no máximo três pessoas, de qualquer nacionalidade, diretamente responsável pelo avanço da aplicação positiva do conhecimento de engenharia.
As nonimações abriram em 28 de fevereiro de 2012 e a pesquisas internacional está ocorrendo para ser escolhido o primeiro laureado.

## Administração do prêmio
O prêmio é administrado por uma companhia filantrópica, limitada por garantia, chamada Fundação Prêmio Rainha Elizabeth. A fundação é presidida por John Browne, com os companheiros curadores John Parker, presidente da Royal Academy of Engineering, Paul Nurse, presidente da Royal Society, e Mala Gaonkar, diretor da Lone Pine Capital. O assessor científico chefe do governo britânico, professor sir John Beddington, é o consultor da fundação.
O prêmio é registrado como uma instituição de caridade, número 1147743, e registrado como uma companhia, número 08077332. A sede registrada é no endereço 3 Carlton House Terrace, London SW1Y 5DG, sendo registrado na Inglaterra e no País de Gales.
O dia-a-dia do prêmio é realizado por uma equipe da Royal Academy of Engineering, liderado por Anji Hunter.
Doadores para a fundação incluem BAE Systems, BG Group, BP, GlaxoSmithKline, Jaguar Land Rover, National Grid plc, Royal Dutch Shell, Siemens AG, Sony, Tata Consultancy Services, Tata Steel Europe e Toshiba.

## Julgamento
O prêmio laureia um avanço excepcional de engenharia que produziu um benefício público tangível e difundido. Isto não significa que somente aplicações 'salva-vidas' serão reconhecidas: a engenharia forma culturas e cria mudanças de cultura; ela inspira, informa, educa e diverte. A engenharia ajuda a enfrentar os desafios globais e também sustenta todos os aspectos do dia-a-dia. A comissão julgadora trabalhará a partir das informações fornecidas na nominação, comentários dos árbitros, e qualquer informação adicional necessária a fim de estabelecer qual nominação mais satisfaz plenamente os critérios do prêmio.

## Nominações
Nominações são encorajadas por parte do público, de academias de engenharia e ciência, universidades, organizações de pesquisa e companhias de todo o mundo. A única restrição é que a auto-nominação não é permitida. O prêmio não será concedido postumamente. Todas as nominações e sugestões devem ser feitas em inglês, diretamente na página do prêmio. Uma nominação completa requer os detalhes de contato do nominado e o nome de dois juízes independentes, que devem escrever em apoio à nominação.
Como parte do processo, todas as nominações, nominados e juízes devem atender as regras e condições do prêmio. Isto inclui o acordo que todo material fornecido como parte do processo de premiação pode ser usado em publicidade relativa ao prêmio.

## Prêmio 2013
O prêmio inaugural foi concedido a uma equipe de cinco engenheiros que criaram a Internet e a World Wide Web. O anúncio foi feito pelo Lorde John Browne na presença da Princesa Ana na Royal Academy of Engineering em 18 de março de 2013. Os laureados com o prêmio são:
- Robert Kahn, Vint Cerf e Louis Pouzin, por suas contribuições aos protocolos que formam a arquitetura fundamental da Internet,
- Tim Berners-Lee, pela criação da World Wide Web, e
- Marc Andreessen, pelo Mosaic.[2][3]

Na terça-feira 25 de junho de 2013 os premiados receberam seus prêmios da Her Majesty Queen Elizabeth II defronte uma audiência que incluiu os líderes dos três principais partidos políticos do Reino Unido, os juízes do prêmio e diversos jovens engenheiros no Palácio de Buckingham. No mesmo dia o Lord Mayor of London ofereceu um lanche no Guildhall em comemoração aos premiados, com a participação da Princesa Eugênia de Iorque e da Princesa Beatriz de Iorque.
O corpo de jurados para o prêmio de 2013 foi composto por:
- Frances Arnold
- Alec Broers
- Professor Brian Cox OBE FInstP
- Madame Deng Nan
- Professor Lynn Gladden CBE FREng FRS
- Diane Greene
- Professor John Hennessy
- Reinhard HüttlProfessor Dr. Dr. h.c. Reinhard Hüttl
- Professor Calestous Juma HonFREng FRS
- Professor Hiroshi Komiyama
- Narayana Murthy
- Dr. Nathan Myhrvold
- Professor Choon Fong Shih
- Dr. Charles Vest FREng
- Paul Westbury FREng

## Prêmio 2015
- Robert Langer, por seu trabalho em liberação controlada de grande moléculas produtoras de drogas.[4] O anúncio foi feito por Lord Browne de Madingley, na presença de Sua Alteza Real o Duque de Iorque na Royal Academy of Engineering em 3 de fevereiro de 2015. Dr. Langer, que fez um discurso no anúncio, disse que estava "orgulhoso e privilegiado por ganhar o maior prêmio de engenharia no mundo".

O painel de juízes do prêmio 2015 foi composto por:
- Professora Frances Arnold
- Lord Alec Broers FREng HonFMedSci FRS (Chair)
- Professor Brian Cox OBE FInstP
- Professor Lynn Gladden CBE FREng FRS
- Professor John LeRoy Hennessy
- Professor Reinhard Hüttl
- Professor Calestous Juma HonFREng FRS
- Professor Hiroshi Komiyama
- Dr. Clayton Daniel Mote
- Narayana Murthy
- Professor Choon Fong Shih
- Sir Christopher Snowden FREng FRS (Chair Elect)
- Paul Westbury FREng

### News items
- Launch in November 2011
- Telegraph November 2011
- HM Ambassador invites French engineers to compete for the Queen Elizabeth Prize for Engineering[ligação inativa]
- Gambians encouraged to apply for Queen Elizabeth Prize for Engineering